# Demetrius Plessas
Demetrius Plessas, conosciuto con il soprannome Mimis ed in America come Jimmy Plessas (in greco: Δημήτρης Πλέσσας; 1º dicembre 1944), è un ex calciatore greco, di ruolo difensore.

## Carriera

### Club
Esordisce nell'Alpha Ethniki 1961-1962 con l'Olympiacos ottenendo con la sua squadra il secondo in campionato. Nella stessa stagione gioca entrambi gli incontri negli ottavi di finale persi contro il Dynamo Žilina della Coppa delle Coppe 1961-1962. La stagione seguente vince la coppa di Grecia e la Coppa dei Balcani 1961-1963, giocando anche la finale decisiva contro il Levski Sofia.
Raggiunge gli ottavi di finale della Coppa delle Coppe 1963-1964, perdendoli contro l'Olympique Lione. Nel 1965 Plessas vince la sua seconda coppa di Grecia.
Vince con l'Olympiakos i campionati 1965-1966 nello stesso anno raggiunge gli ottavi di finale della Coppa delle Coppe 1965-1966. Plessas vince il suo secondo campionato nella stagione 1966-1967. Nel 1966 gioca entrambi gli incontri contro il CSKA Sofia nel primo turno della Coppa dei Campioni 1966-1967.
Nell'estate 1967 si trasferisce in America per giocare nel Chicago Spurs, società militante nella neonata NPSL. Con gli Spurs ottenne il terzo posto nella Western Division.
La stagione seguente Plessas, a seguito del trasferimento degli Spurs a Kansas City, gioca nei Kansas City Spurs con cui giunge alle semifinali della neonata NASL.
Nella stagione 1968-1969 torna all'Olympiacos, con cui chiude la stagione al secondo posto finale. Gioca con il suo club la Coppa delle Coppe 1969-1970, venendo eliminato ai sedicesimi di finale.
Nel 1970 passa ai cadetti del Panachaïkī, con cui vince il Girone A della Beta Ethniki 1970-1971. La stagione seguente ottiene con il suo club il sesto posto nella massima serie greca.
Terminata l'esperienza al Panachaïkī ritorna negli Stati Uniti d'America per giocare nel Olympiacos Chicago.

### Nazionale
Ha giocato tre incontri con la nazionale greca nel 1967.

## Statistiche

### Cronologia presenze e reti in nazionale
| Cronologia completa delle presenze e delle reti in nazionale ― Grecia | Cronologia completa delle presenze e delle reti in nazionale ― Grecia | Cronologia completa delle presenze e delle reti in nazionale ― Grecia | Cronologia completa delle presenze e delle reti in nazionale ― Grecia | Cronologia completa delle presenze e delle reti in nazionale ― Grecia | Cronologia completa delle presenze e delle reti in nazionale ― Grecia | Cronologia completa delle presenze e delle reti in nazionale ― Grecia | Cronologia completa delle presenze e delle reti in nazionale ― Grecia |
| Data                                                                  | Città                                                                 | In casa                                                               | Risultato                                                             | Ospiti                                                                | Competizione                                                          | Reti                                                                  | Note                                                                  |
| --------------------------------------------------------------------- | --------------------------------------------------------------------- | --------------------------------------------------------------------- | --------------------------------------------------------------------- | --------------------------------------------------------------------- | --------------------------------------------------------------------- | --------------------------------------------------------------------- | --------------------------------------------------------------------- |
| 15-2-1967                                                             | Atene                                                                 | Grecia                                                                | 4 – 0                                                                 | Libia                                                                 | Amichevole                                                            | -                                                                     |                                                                       |
| 8-3-1967                                                              | Atene                                                                 | Grecia                                                                | 1 – 2                                                                 | Romania                                                               | Amichevole                                                            | -                                                                     |                                                                       |
| 16-7-1967                                                             | Tbilisi                                                               | Unione Sovietica                                                      | 4 – 0                                                                 | Grecia                                                                | Qual. europei 1968                                                    | -                                                                     |                                                                       |
| Totale                                                                |                                                                       | Presenze                                                              | 3                                                                     |                                                                       | Reti                                                                  | 0                                                                     |                                                                       |

## Palmarès

### Nazionali
- Coppa di Grecia: 2

Olympiakos: 1962-1963, 1964-1965
- Campionato greco: 2

Olympiakos: 1965-1966, 1966-1967
- Beta Ethniki: 1

Panachaïkī: 1970-1971 (Girone A)

### Internazionali
- Coppa dei Balcani: 1

Olympiakos: 1961-1963